# يوسف عدنان
يوسف عدنان (بالفرنسية: Youssef Adnane)‏ (مواليد 16 يوليو 1985 في مولوز) هو لاعب كرة قدم فرنسي من أصل مغربي يلعب كمهاجم في الدوري الفرنسي. 

## روابط خارجية
- يوسف عدنان على موقع قاعدة بيانات كرة القدم.إي يو (الإنجليزية)
- يوسف عدنان على موقع ليكيب (الفرنسية)
- يوسف عدنان على موقع Soccerway.com (الإنجليزية)
- يوسف عدنان على موقع AS.com (الإسبانية)